# Гиббон, Эдуард
Э́дуард Ги́ббон (англ. Edward Gibbon; 8 мая 1737, Патни, графство Суррей — 16 января 1794, Лондон) — британский историк и мемуарист. Автор «Истории упадка и разрушения Римской империи» (1776—1788).

## Биография
Мемуары (англ. Memoirs of my life and writings) и письма Гиббона дают богатый материал для его биографии. Историк принадлежал к древнему роду, от которого, впрочем, не получил «ни славы, ни позора». Из ближайших предков Гиббона особенно выдающимся был его умный дед, успешно управлявший крупными торговыми предприятиями. Отец весьма неудачно занимался сельским хозяйством. Детство Гиббона, хилого от природы, прошло довольно беспорядочно: болезненность мешала систематическим занятиям, но помогала, приковывая ребёнка надолго к постели или комнате, развитию в нём охоты к чтению. Мальчик увлекался путешествиями, причём познакомился весьма обстоятельно и с историей Востока. Результатом этого знакомства была попытка на 16-м году написать «Век Сезостриса».
Воспитывался дома, а также посещал частные школы, в 1748—1750 годах учился в Вестминстер-скул.
При поступлении в Магдален-колледж Оксфордского университета в 1752 году он обладал массой знаний по истории турок и сарацин, римлян и греков. В университете он стал заниматься богословием и под влиянием этих занятий перешёл из англиканства в католицизм. Обрядовая сторона католического вероисповедания на него сильно подействовала. К тому же чтение сочинений Боссюэ «История различных протестантских церквей» (фр. Histoire des variations des églises protestantes) и «Объяснение католического учения» (фр. Exposition de la doctrine catholique) убедило его в превосходстве католического учения над протестантским.
За перемену вероисповедания он был удалён из университета и отправлен отцом к кальвинистскому пастору Павильяру в Лозанну. В Лозанне ему пришлось страшно скучать вследствие незнания французского языка и переносить материальные лишения. В нём стал ослабевать благородный пыл, с которым он намеревался пожертвовать собой ради интересов веры и истины, и он начал чистосердечно искать какой-нибудь «разумный» повод для возвращения в лоно англиканства. Благодаря одному аргументу пастора Павильяра против пресуществления, Гиббон снова перешёл в протестантство.
В Лозанне Гиббон познакомился с Сюзанной Кюршо (впоследствии Неккер), дочерью бедного пастора; сближению их, однако, воспрепятствовал отец Гиббона, который вызвал сына в Англию. Пятилетнее пребывание в Лозанне было важно для Гиббона и в других отношениях: здесь он отлично освоился с французским языком и литературой и, бывая часто в кругу французских энциклопедистов, освободился от многих английских предрассудков и познакомился с интеллектуальным движением, происходившим тогда во Франции.
В 1758 году Гиббон поступил капитаном в английские войска, набранные по случаю Семилетней войны. Знакомство с военным делом отразилось впоследствии в его мастерски сделанных описаниях походов Юлиана, Велизария и Нарсеса. Поездка в Рим определила его призвание: «15 октября 1764 года, — пишет Гиббон, — сидя на развалинах Капитолия, я углубился в мечты о величии древнего Рима, а в это же время у ног моих босоногие католические монахи пели вечерню на развалинах храма Юпитера: в эту-то минуту во мне блеснула в первый раз мысль написать историю падения и разрушения Рима». Вернувшись в Англию, Гиббон был избран в члены парламента, но не принимал активного участия в политических делах.
В министерстве Норта в 1779 году Гиббон получил заведование торговлей и колониями, но этим положением он был обязан исключительно дружбе одного из министров и смотрел на него как на приятную синекуру.

## Главный труд
В 1776 году, в результате 12-летнего труда, появился первый том знаменитой книги «История упадка и разрушения Римской империи» (англ. History of the decline and fall of the Roman empire), охватывавшей судьбу Римской империи от конца II века до 476 года. Сначала Гиббон на этом и хотел закончить работу, но, занимаясь разработкой материала, он осознал, что после падения старого Рима остался новый Рим — Константинополь, и потому решил написать и его историю до падения, то есть до 1453 года.
Последние тома труда Гиббона — IV, V и VI — вышли в мае 1788 года в Лозанне, куда он окончательно переселился в 1782 году. Охватывая период времени почти в полтора тысячелетия, Гиббон преследовал задачу уяснить условия, при которых пало римское государство. Но критика вплоть до XIX века находила в трудах Гиббона крупные недостатки, и прежде всего — его отношение к христианству, рельефно выразившееся в главах XV и XVI.
Здесь историк, в объяснении причин успехов христианства, отодвигая на второй план сущность христианского учения, считает следующие факты главнейшими факторами распространения религии Христа: 1) нетерпимость христиан; 2) чудеса, приписываемые ранней христианской церкви; 3) учение о загробной жизни, 4) чистота и строгость морали верующих, и 5) единодушие и твёрдая организация граждан христианской республики. Критика этих глав была так серьёзна, что Гиббон был вынужден на неё ответить особой брошюрой: «В оправдание некоторых мест из XV и XVI глав „Истории падения…“» (англ. A vindication of some passages in the XV and XVI chapters of the Hist. of the decline etc.). Если в указанном отношении Гиббона к христианству можно видеть влияние французской просветительской литературы, то в его изображении Юлиана можно говорить об особой точке зрения историка.
В противоположность Вольтеру и энциклопедистам, он видел в этом императоре не рационалиста, выступившего на борьбу с христианством в силу философских принципов, а лишь типичного представителя отживающего политического миросозерцания, полного предрассудков, предубеждения и тщеславия.
Меньше всего критиковали Гиббона за вторую половину труда, где он необыкновенно мрачными красками изобразил византийскую историю: для него Византия была воплощением нравственного и политического застоя. Сочинение Гиббона переведено на все европейские языки.

## Оценка деятельности Эдуарда Гиббона
По мнению Э. Д. Фролова, взгляды Гиббона на причины упадка и разрушения Римской империи настолько актуальны, что «по сути дела новейшая наука об античности во взглядах своих по этому вопросу не вышла за их пределы». Однако в отношении византийского периода Фролов, ссылаясь на работы современных историков, полагает взгляд Гиббона слишком упрощённым. Гиббон видел в истории Византии некое продолжение античности, своеобразную полосу исторического застоя, вполне естественно завершившегося новой катастрофой. Сегодня историки склоняются к выводу о том, что Византия представляла собой всё-таки особую цивилизацию, отличную как от античности, так и от западноевропейского средневековья. Идеи же Гиббона «о роковой роли христианства в истории поздней античности, о сомнительной благости его воздействия на состояние гражданского общества» Фролов считает верными лишь отчасти, указывая на преуменьшение Гиббоном духовного ресурса христианства.
К настоящему времени многие содержащиеся в труде Гиббона представления преодолены, а общий просветительски-антихристианский пафос выглядит устаревшим.

## Издание в России
Первый сокращённый русский перевод «Истории упадка и разрушения Римской империи» Э. Гиббона относится к 1824 году. Полный русский перевод фундаментального труда Э. Гиббона впервые осуществлен был профессором В. Н. Неведомским с английского издания 1877 года и опубликован в Москве в 1883—1886 годах в 7 частях. В 1997—2000 годах Санкт-Петербургское отделение издательства «Наука» РАН совместно с московским издательством «Ювента» выпустило исправленное и дополненное переиздание этого перевода, в новой орфографии, сохранив, однако, при этом старые комментарии. В 1997 и 2008 годах издательский дом «Терра» также переиздал дореволюционный перевод В. Н. Неведомского в 7 томах, но под заголовком «Закат и падение Римской империи».